# Axa Sports Club
Axa Sports Club (Axa SC) är en idrottsförening och drivs av livsmedelsproducenten Lantmännen med varumärket AXA. Klubben har cirka 40 000 medlemmar varav de flesta är motionärer med intresse för motion, idrott och sund livsstil. Man har bland annat många klubbmedlemmar som tävlar i Vasaloppet och Lidingöloppet. Bland medlemmarna som tävlat för Axa SC utmärker sig Susanna Kallur, Jenny Kallur och Mathias Fredriksson.

## Resultat
AXA Sports Club har fram till och med 2014 vunnit sju SM-guld:
- Längdskidor 2007 – Mathias Fredriksson – 30 km
- Längdskidor 2008 – Mathias Fredriksson – 30 km
- Längdskidor 2008 – Mathias Fredriksson – 15 km
- Triathlon 2012 – Per Wangel – Olymisk distans
- Triathlon 2012 – Per Wangel – Sprintdistans
- Triathlon 2013 – Per Wangel – Olymisk distans
- Rullskidskytte 2014 – Ted Armgren – Sprint